# مدیسین لیک (مینه‌سوتا)
مدیسین لیک، مینه‌سوتا (به انگلیسی: Medicine Lake, Minnesota) یک شهر در ایالات متحده آمریکا است که در شهرستان هنپین، مینه‌سوتا واقع شده‌است.

## خصوصیات
مدیسین لیک ۰٫۸۵ کیلومترمربع مساحت و ۳۷۱ نفر جمعیت دارد و ۲۷۴ متر بالاتر از سطح دریا واقع شده‌است.